# Parydra pedalis
Parydra pedalis är en tvåvingeart som beskrevs av Clausen och Cook 1971. Parydra pedalis ingår i släktet Parydra och familjen vattenflugor. Inga underarter finns listade i Catalogue of Life.